# Melanie Scrofano

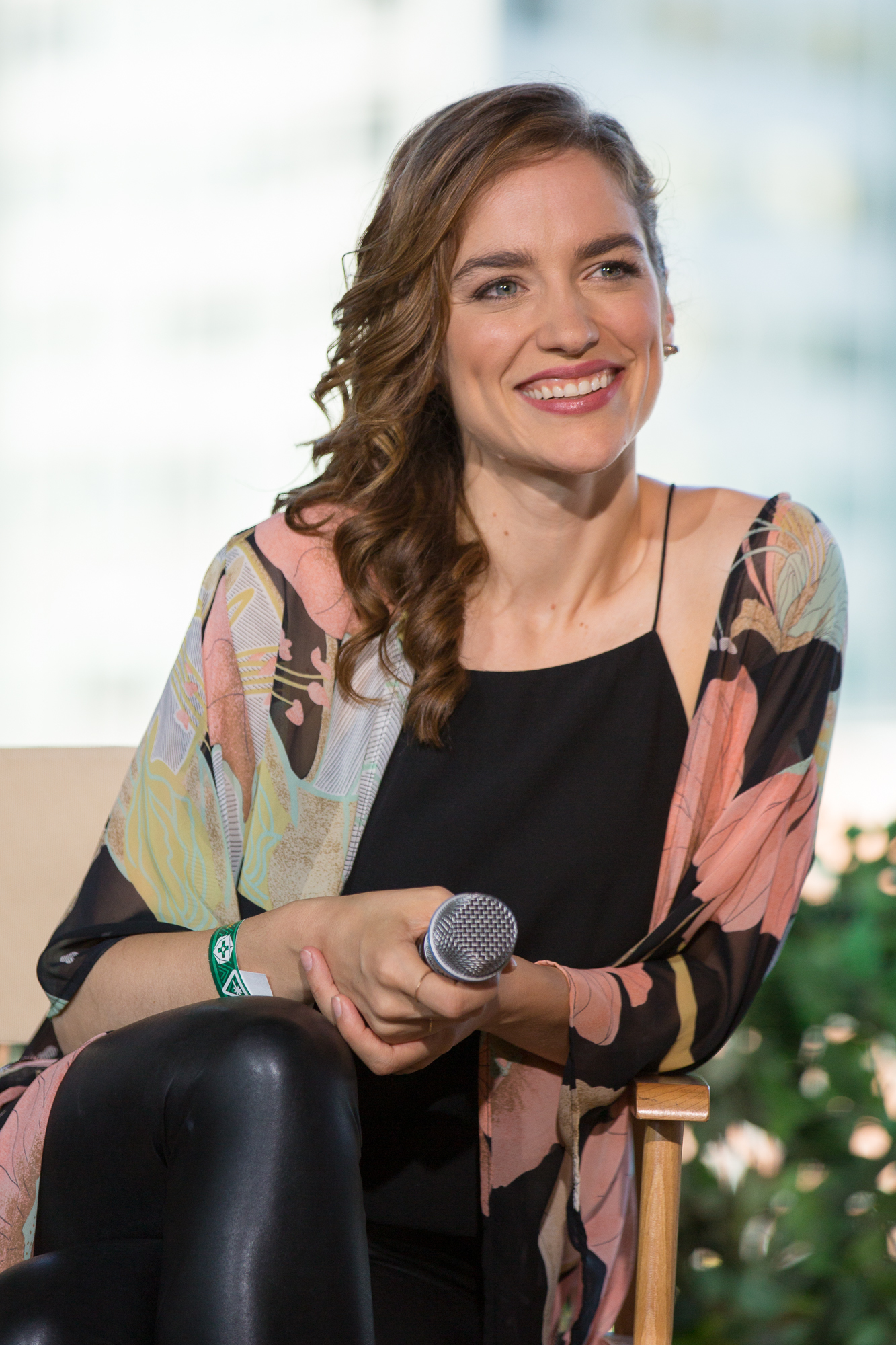
Melanie Scrofano

Melanie Neige Scrofano (ur. 20 grudnia 1981 w Ottawie) – kanadyjska aktorka, która wystąpiła m.in. w tytułowej roli w serialu Wynonna Earp.

## Filmografia

### Filmy
| Rok  | Tytuł                 | Rola          | Uwagi       |
| ---- | --------------------- | ------------- | ----------- |
| 2008 | Baby Blues            | Mani White    |             |
| 2009 | A Good Meal           | Nancy         |             |
| 2009 | Piła VI               | Gena          |             |
| 2011 | Citizen Gangster      | Ann Roberts   |             |
| 2012 | The Conspiracy        | Sarah         |             |
| 2012 | Yeah Rite             | Jenny / Zod   | krótkometr. |
| 2013 | Perwersyjna siostra   | Rachel Adams  |             |
| 2014 | Wolves                | Gail Timmins  |             |
| 2014 | RoboCop               |               |             |
| 2015 | A Sunday Kind of Love | Emma / Death  |             |
| 2015 | Mangiacake            | Tessa         |             |
| 2018 | Birdland              | Merle James   |             |
| 2019 | Zabawa w pochowanego  | Emilie        |             |
| 2019 | Unidentified Woman    | Dawn Sullivan | krótkometr. |
| 2020 | The Silencing         | Debbie        |             |

### Telewizja
| Rok       | Tytuł                                   | Rola               | Uwagi               |
| --------- | --------------------------------------- | ------------------ | ------------------- |
| 2002      | Undressed                               | Isobel             | serial              |
| 2006      | Beautiful People                        | Emma Lovren        | 2 odc.              |
| 2006–2007 | Jeff Ltd.                               | Nathalie           | 4 odc.              |
| 2008      | Ania z Zielonego Wzgórza: Nowy początek | Brigitte           | film TV             |
| 2009      | Manson                                  | Leslie Van Houten  | film TV             |
| 2010      | Pure Pwnage                             | October            | gł. rola, 8 odc.    |
| 2010      | Baxter                                  | Mansfield          | 3 odc.              |
| 2010      | Być jak Erica                           | Rebecca            | 10 odc.             |
| 2011      | Stay with Me                            | Alison             | film TV             |
| 2012      | Przystań                                | Noelle             | 2 odc.              |
| 2012–2014 | The Listener: Słyszący myśli            | Tia Tremblay       | gł. obsada; 23 odc. |
| 2013      | Rewind                                  | Jessica Knox       | film TV             |
| 2013      | Degrassi: Nowe pokolenie                | Meredith Fox       | 2 odc.              |
| 2015      | Gangland Undercover                     | Suzanna            | gł. obsada; 6 odc.  |
| 2016      | Damien                                  | Veronica Selvaggio | 6 odc.              |
| 2016      | Designated Survivor                     | Lisa Jordan        | 4 odc.              |
| 2016-2022 | Letterkenny                             | pani McMurray      | 17 odc.             |
| 2016-2021 | Wynonna Earp                            | Wynonna Earp       | gł. rola            |
| 2018      | Frankie Drake Mysteries                 | Jenny Shaw         | 1 odc.              |
| 2018      | Bad Blood                               | Valentina Cosoleto | w gł. obs. serii 2  |
| 2021      | SurrealEstate                           | Harper North       | 1 odc.              |
| 2022      | Welcome to Mama's                       | Amy                | 1 odc.              |
| 2022      | Star Trek: Strange New Worlds           | kpt. Batel         | 2 odc.              |